# Fargesia altior
Fargesia altior är en gräsart som beskrevs av Tong Pei Yi. Fargesia altior ingår i släktet bergbambusläktet, och familjen gräs. Inga underarter finns listade i Catalogue of Life.